# Gruber
A Gruber régi német családnév. Jelentése: völgyi, szurdoki. Változatai: Grüber, Grúber (magyar nyelvterületen), Grůber (cseh nyelvterületen). Németországban a 165., Ausztriában a leggyakoribb családnév.

## Híres Gruber nevű személyek
- Gruber Béla (1936–1963) magyar festő
- Gruber Fülöp, az 1848-49-es magyar szabadságharc vértanúja; mint honvéd tüzérhadnagy vett részt a szabadságharcban
- Gruber Hugó (1938–2012) magyar bábszínész, szinkronszínész, érdemes művész
- Gruber József (1915–1972) magyar gépészmérnök, egyetemi tanár, a műszaki tudományok doktora
- Kurt Gruber (1896–1918) az Osztrák–Magyar Monarchia 11 légi győzelmet arató ász pilótája
- Gruber Lajos (1851–1888), magyar csillagász
- Gruber Lajos (1855–1907) jogász, királyi alügyész
- Gruber Lajos (1900–?) magyar szélsőjobboldali politikus, országgyűlési képviselő